# Władimir Jegnarow
Władimir Stiepanowicz Jegnarow (ros. Владимир Степанович Егнаров, ur. 1903 w Baku, zm. w czerwcu 1976 w Moskwie) – funkcjonariusz radzieckich służb specjalnych, generał major, minister spraw wewnętrznych Turkmeńskiej SRR (1946-1948).

## Życiorys
Rosjanin, od maja do 1 listopada 1921 odbywał służbę w Armii Czerwonej w Kokandzie, od 25 marca 1926 funkcjonariusz Pełnomocnego Przedstawicielstwa OGPU Środkowej Azji, od 19 października 1929 do 28 listopada 1932 starszy pełnomocnik 48 oddziału pogranicznego w mieście Saraj-Komar w Tadżyckiej SRR, od 28 listopada 1932 do 23 listopada 1933 w Wyższej Szkole Pogranicznej OGPU ZSRR, pracownik Zarządu Ochrony Pogranicznej i Wewnętrznej PP OGPU/Zarządu NKWD Środkowej Azji, od 20 czerwca 1936 kapitan. Od 1 grudnia 1937 do 11 grudnia 1938 szef sztabu 48 oddziału pogranicznego w Kirowobadzie (obecnie Gandża), od 11 grudnia 1938 do 11 czerwca 1939 komendant odcinka 23 oddziału pogranicznego w Kamieńcu Podolskim, od 11 czerwca 1939 do 25 marca 1940 szef Oddziału 3 Wydziału 5 Zarządu Wojsk Pogranicznych Okręgu Kijowskiego, w sierpniu 1939 przyjęty do WKP(b), 27 sierpnia 1939 awansowany na majora, od 25 marca do 15 sierpnia 1940 szef Wydziału 5 i zastępca szefa Zarządu Ochrony Pogranicznej NKWD Okręgu Zachodniego (Lwów), 17 marca 1940 awansowany na pułkownika. W lutym i sierpniu 1940 wyjeżdżał służbowo do Polski, od 29 do 31 marca 1940 negocjował w Krakowie z niemiecką komisją kontrolną ds. ewakuacji uchodźców. Od 15 sierpnia 1940 do 15 marca 1941 szef Wydziału 5 i zastępca szefa Zarządu Wojsk Pogranicznych NKWD Ukraińskiej SRR, od 14 kwietnia do 1 października 1941 studiował w Wyższej Specjalnej Szkole Sztabu Generalnego Armii Czerwonej w Moskwie, od 1 października 1941 do 1 stycznia 1943 szef Wydziału Wywiadowczego Sztabu 56 Armii Frontu Południowego, od 1 stycznia do 4 maja 1943 szef Wydziału Wywiadowczego i zastępca szefa sztabu 18 Armii Desantowej Frontu Północno-Kaukaskiego, od 4 maja 1943 do 1 grudnia 1944 szef Wydziału Wywiadowczego Głównego Zarządu Wojsk NKWD Ochrony Tyłów Działającej Armii Czerwonej, 20 grudnia 1943 awansowany na generała majora. Od 5 grudnia 1944 do 1 listopada 1946 szef Wydziału Zadań Specjalnych NKWD ZSRR, od 14 listopada 1946 do 25 czerwca 1948 minister spraw wewnętrznych Turkmeńskiej SRR, od 25 czerwca 1948 do 20 kwietnia 1949 wykonywał zadania specjalne Komitetu Informacji przy Radzie Ministrów ZSRR, od 20 kwietnia 1949 do 22 września 1950 zastępca szefa Głównego Zarządu Walki z Bandytyzmem MWD ZSRR, od 22 września 1950 do 8 czerwca 1951 szef Zarządu Ochrony i zastępca szefa Gułagu MWD ZSRR, od 4 lipca 1951 do 8 sierpnia 1955 zastępca szefa Zarządu Ochrony Gułagu MWD ZSRR, od 8 sierpnia 1955 do 28 maja 1956 szef wydziału Gułagu NKWD ZSRR, 16 lipca 1956 zwolniony ze służby z powodu choroby, od sierpnia 1956 na emeryturze.

## Odznaczenia
- Order Lenina (dwukrotnie - 12 maja 1945 i 31 sierpnia 1946)
- Order Czerwonego Sztandaru (dwukrotnie - 3 listopada 1944 i 20 marca 1952)
- Order Wojny Ojczyźnianej I klasy (22 sierpnia 1944)
- Order Czerwonej Gwiazdy (16 marca 1943)
- Order Czerwonego Sztandaru Pracy Tadżyckiej SRR (11 grudnia 1932)
- Odznaka "Zasłużony Funkcjonariusz NKWD" (15 lutego 1942)

I 8 medali.